# Uacari
Els uacaris (Cacajao) són un gènere de micos del Nou Món (platirrins). El nom «uacari» i el de Cacajao prové d'un idioma amerindi.
Els uacaris tenen una llargada de cua inusual entre els micos del Nou Món (15-18 cm) que resulta menor que la llargada el cap i el cos (40-45 cm). Tenen el cos cobert de pilositat, però els caps són calbs. Gairebé no tenen greix subcutani, per això els seus caps semblen quasi una calavera. Les incisives inferiors es projecten cap enfora.
Es troben al nord-oest de la Conca amazònica.
Els uacaris confinats als zoològics són típicament letàrgics i silenciosos, però en llibertat són àgils i actius capaços de fer salts de 6 metres. S'han vist grups de més de 100 individus. Es mouen entre les branques inferiors del bosc, però poden alimentar-se en les capçades dels arbres. S'alimenten de fruits borrons i fulles.

## Taxonomia
- Gènere Cacajao
  - Cacajao amuna
  - Cacajao ayresi[2]
  - Cacajao calvus (uacari calb)
  - Cacajao hosomi[2]
  - Cacajao melanocephalus
  - Cacajao novaesi
  - Cacajao ouakary
  - Cacajao rubicundus
  - Cacajao ucayalii